# میناموتو نو یوشیچیکا
میناموتو نو یوشیچیکا (به ژاپنی: 源義親); سامورایی از خاندان کاواچی گنجی، پسر میناموتو نو یوشی‌ایه و بنابر روایت‌ها پدر میناموتو نو تامه‌یوشی بود. در سال ۱۱۰۸ میلادی شورش میناموتو نو یوشیچیکا را رهبری کرد.